# Й. Бернлеф
Й. Бернлеф (нід. J. Bernlef, справжнє ім'я: Гендрік Ян Марсман / нід. Hendrik Jan Marsman; *14 січня 1937, Сінт-Панкрас, Північна Голландія, Нідерланди — Амстердам 29 жовтня 2012) — сучасний нідерландський прозаїк, поет і перекладач.
Псевдонім «Бернлеф» — данина творчості маловідомого фризького барда VIII століття, письменник узяв ще й тому, щоб відрізнятися від поета-однофамільця Гендріка Марсмана. Серед інших псевдонімів — Ronnie Appelman, J. Grauw, Cas den Haan, S. den Haan, Cas de Vries.

## Біографія
У літературі Й. Бернлеф (Гендрік Ян Марсман) дебютував у 1956 році.
Редактор часопису «Barbarer» (1958—71), який розповсюдив у Нідерландах дадаїстичну техніку стосовно текстів, прислужившись у такий спосіб відсвіженню як мови в літературі, так і стилю журналістики.
Славу видатного прозаїзка приніс йому роман «І тільки тіні» (Hersenschimmen, 1984), згодом екранізований. У творі створено образ людини, котра втрачає можливість спілкування внаслідок старечої немочі.
Й. Бернлеф — також перекладач американської (Маріанна Мур, Елізабет Бішоп), іспаномовної (Октавіо Пас) і шведської (Томас Транстремер, Пер Улоф Енквіст) літератури, автор есеїв про джазову музику.

## Твори
- 1960 — Kokkels (вірші)
- 1963 — Onder de bomen (новели)
- 1965 — Stukjes en beetjes (роман)
- 1966 — De schoenen van de dirigent (вірші)
- 1966 — Paspoort in duplo (роман)
- 1967 — De schaduw van een vlek (новели)
- 1968 — Bermtoerisme (вірші)
- 1968 — De dood van een regisseur (роман)
- 1969 — De verdwijning van Kim Miller (новели)
- 1970 — Wie a zegt (есеї)
- 1970 — Hoe wit kijkt een eskimo (вірші)
- 1971 — Het verlof (роман)
- 1972 — De maker (роман)
- 1972 — Grensgeval (вірші)
- 1973 — Sneeuw (роман)
- 1974 — Brits (вірші)
- 1975 — Meeuwen (роман)
- 1976 — De man in het midden (роман)
- 1976 — Zwijgende man (вірші)
- 1978 — Anekdotes uit een zijstraat (новели)
- 1979 — Stilleven (вірші)
- 1980 — De ruïnebouwer (п'єса)
- 1980 — De kunst van het verliezen (вірші)
- 1981 — Onder ijsbergen (роман)
- 1982 — Alles teruggevonden/niets bewaard (вірші)
- 1984 — Hersenschimmen (роман, екранізований у 1987)
- 1985 — Verschrijvingen (вірші в прозі)
- 1986 — Wolftoon (вірші)
- 1987 — Publiek geheim (роман)
- 1988 — Geestgronden (вірші)
- 1989 — Vallende ster (повісті)
- 1990 — De noodzakelijke engel (вірші)
- 1990 — Doorgaande reizigers (новели)
- 1991 — Ontroeringen (есеї)
- 1992 — De witte stad (роман)
- 1993 — Niemand wint (вірші)
- 1993 — Eclips (роман)
- 1993 — Schiet niet op de pianist. Over jazz (есеї)
- 1994 — Vreemde wil (вірші)
- 1995 — Alfabet op de rug gezien (вірші)
- 1995 — Cellojaren (новели)
- 1997 — Verloren zoon (роман)
- 1998 — De losse pols (есеї)
- 1998 — Aambeeld (вірші)
- 1999 — Haalt de jazz de eenentwintigste eeuw? (есеї)
- 1999 — Tindeman's Dilemma (новели)
- 2000 — Boy (роман)
- 2000 — Bernlefs beste volgens Bernlef (новели)
- 2001 — Bagatellen voor een landschap (вірші)
- 2002 — Verbroken zwijgen (новели)
- 2004 — Kiezel en traan (вірші)
- 2005 — De onzichtbare jongen (роман)
- 2005 — Een jongensoorlog (роман)
- 2007 — Op slot (роман)
- 2008 — Het begin van tranen (новели)
- 2008 — De pianoman (роман)
- 2009 — De rode droom (роман)
- 2009 — Ophelia (лібрето)

## Видання українською
Серед україномовних перекладів творів Й. Бернлефа — новела «Початок сліз», вміщена в антології нідерландської прози, що вийшла друком у 2005 році у Києві, видавництвом «Юніверс», упорядкування й переклад здійснив Ярослав Довгополий.